# Sociedade do Dragão Negro
Sociedade do Dragão Negro (Kyūjitai; 黑龍會; Shinjitai: 黒竜会, kokuryūkai), ou Sociedade do Rio Amur, foi um proeminente grupo paramilitar ultra-nacionalista de extrema-direita no Japão que foi ativo pelo menos até o final da Segunda Guerra Mundial.

## História

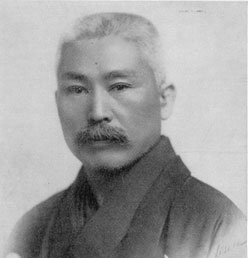
Ryōhei Uchida, fundador da Sociedade do Dragão Negro

A Kokuryūkai foi fundada em 1901 pelo artista marcial Uchida Ryōhei como sucessora da Gen'yōsha, organização de seu mentor Mitsuru Tōyama. Seu nome deriva da tradução do rio Amur, chamado de Heilongjiang ou "Rio do Dragão Negro" em chinês (黑龍), lido como Kokuryū-kō em japonês. Seu objetivo público era apoiar os esforços para manter o Império Russo ao norte do rio Amur e fora da Ásia Oriental.
Inicialmente, a Kokuryūkai fez grandes esforços para se distanciar dos elementos criminosos de sua predecessora, a Gen'yōsha. Como resultado, sua membresia incluía ministros de gabinete e oficiais militares de alto escalão, além de profissionais da inteligência. No entanto, com o tempo, descobriu que o uso de atividades criminosas era um meio conveniente para alcançar seus fins em várias operações.
A sociedade publicava um jornal, o Kokuryū Kaiho (Boletim do Amur), e operava uma escola de treinamento em espionagem, de onde despachava agentes para reunir informações sobre as atividades russas na Rússia, Manchúria, Coreia e China. Ikki Kita foi enviado à China como membro especial da organização. Ela também pressionava políticos japoneses a adotar uma política externa agressiva. A Kokuryūkai também apoiava o pan-asianismo e ofereceu apoio financeiro a revolucionários como Sun Yat-sen e Emilio Aguinaldo.
Durante a Guerra Russo-Japonesa, a anexação da Coreia e a Intervenção na Sibéria, o Exército Imperial Japonês utilizou a rede da Kokuryūkai para espionagem, sabotagem e assassinato. Organizaram guerrilheiros manchus contra os russos a partir de senhores da guerra chineses e chefes de bandidos na região, sendo o mais importante o marechal Zhang Zuolin. Os Dragões Negros realizaram uma campanha de guerra psicológica bem-sucedida em conjunto com os militares japoneses, espalhando desinformação e propaganda pela região. Também atuaram como intérpretes para o exército japonês.
A Kokuryūkai auxiliou o espião japonês, coronel Motojiro Akashi. Akashi, que não era diretamente membro dos Dragões Negros, conduziu operações bem-sucedidas na China, Manchúria, Sibéria e estabeleceu contatos em todo o mundo muçulmano. Esses contatos na Ásia Central foram mantidos até a Segunda Guerra Mundial. Os Dragões Negros também estabeleceram contato próximo e até alianças com seitas budistas em toda a Ásia.
Durante as décadas de 1920 e 1930, a Kokuryūkai evoluiu para uma organização política mais tradicional e atacava publicamente pensamentos liberais e de esquerda. Embora nunca tenha tido mais que algumas dezenas de membros em determinado momento desse período, os laços próximos de seus integrantes com líderes do governo, militares e grandes empresários lhe davam um poder e influência muito maiores do que a maioria dos outros grupos ultranacionalistas. Em 1924, o capitão naval aposentado Yutaro Yano e seus associados dentro da Sociedade do Dragão Negro convidaram o líder da seita Oomoto, Onisaburo Deguchi, para uma jornada à Mongólia. Onisaburo liderou um grupo de discípulos da Oomoto, incluindo o fundador do Aikido, Morihei Ueshiba.
Inicialmente voltada apenas contra a Rússia, na década de 1930, a Kokuryūkai expandiu suas atividades pelo mundo, enviando agentes para lugares tão diversos quanto Etiópia, Turquia, Marrocos, Sudeste Asiático, América do Sul, Europa e Estados Unidos.
A Kokuryūkai foi oficialmente dissolvida por ordem das autoridades de ocupação americanas em 1946. Segundo o livro Zen War Stories, de Brian Daizen Victoria, a Sociedade do Dragão Negro foi reconstituída em 1961 por Ōmori Sōgen como o Clube do Dragão Negro (Kokuryū-Kurabu), com o objetivo de “suceder ao espírito da Sociedade do Dragão Negro [pré-guerra] e promover a restauração [Shōwa]”. De acordo com Victoria, o Kokuryū-Kurabu nunca atraiu mais de 150 membros.

## Atividades nos Estados Unidos
O Movimento Pacífico Etíope e o Movimento da Paz da Etiópia (ambos organizações nacionalistas negras afro-americanas) afirmaram estar afiliados à Sociedade do Dragão Negro.
Como parte do esforço para apoiar tais organizações, a Sociedade do Dragão Negro enviou um agente, Satokata Takahashi, para promover o pan-asianismo e afirmar que o Japão os trataria como iguais raciais. Ele se tornaria patrono de Noble Drew Ali e do Templo da Ciência Moura da América, de Elijah Muhammed e da Nação do Islã, bem como do Movimento do Pacífico do Mundo Oriental. Sankichi Takahashi também pode ter sido membro.
Mittie Maude Lena Gordon, que liderava o Movimento da Paz da Etiópia, afirmava ser pessoalmente afiliada à Kokuryūkai.
Em 27 de março de 1942, agentes do FBI prenderam membros da Sociedade do Dragão Negro no Vale de San Joaquin, na Califórnia.
No Campo de Internação de Manzanar, um pequeno grupo de japoneses pró-Imperiais exibiu bandeiras dos Dragões Negros e intimidou outros internos japoneses.

## Na cultura popular
Uma versão fictícia da Sociedade do Dragão Negro "apareceu em grande parte da cultura popular americana". Ela surgiu na revista Master Comics, a partir da edição 21, publicada pela Fawcett Comics em 10 de dezembro de 1941. Inicialmente retratada como uma ameaça externa, após o ataque a Pearl Harbor a sociedade foi mostrada como uma quinta-coluna, refletindo o medo de subversão da sociedade americana por nipo-americanos. Na revista All Star Comics, da DC, de 1942, a sociedade foi inimiga da Sociedade da Justiça da América e foi igualmente retratada como exemplo da "suposta perfídia nipo-americana". Outra versão fictícia da Sociedade do Dragão Negro aparece na série de TV Raven, da CBS, onde é retratada como um clã ninja atuando no Havaí.

## Ligação externa
- (em inglês) The "Black-Dragon" statement of japanese policy in China as a result of the european war. (written in 1914.)